# Liste des matchs de l'équipe du Cameroun de football par adversaire
Cette liste présente les matchs de l'équipe du Cameroun de football par adversaire rencontré.
- Haut – A
- B
- C
- D
- E
- F
- G
- H
- I
- J
- K
- L
- M
- N
- O
- P
- Q
- R
- S
- T
- U
- V
- W
- X
- Y
- Z

## A

### Afrique du Sud
| Date             | Lieu       | Match                     | Score        | Compétition                            |
| 7 juillet 1992   |            | Afrique du Sud - Cameroun | 1-0          | Match amical                           |
| 9 juillet 1992   |            | Afrique du Sud - Cameroun | 1-2          | Match amical                           |
| 11 juillet 1992  |            | Afrique du Sud - Cameroun | 2-2          | Match amical                           |
| 4 décembre 1994  | - Cameroun | 1-1                       | Match amical |                                        |
| 13 janvier 1996  |            | Afrique du Sud - Cameroun | 3-0          | Coupe d'Afrique des nations (1er tour) |
| 19 novembre 2008 | Rustenburg | Afrique du Sud - Cameroun | 3-2          | Match amical                           |

### Albanie
| Date             | Lieu   | Match              | Score | Compétition  |
| 14 novembre 2012 | Genève | Albanie - Cameroun | 0-1   | Match amical |

### Algérie
| Date             | Lieu                     | Match              | Score              | Compétition                                                      |
| 14 mars 1984     | Bouaké Côte d'Ivoire     | Cameroun - Algérie | 0-0 5-4 Au penalty | CAN                                                              |
| 14 mars 1986     | Alexandrie Égypte        | Cameroun - Algérie | 3-2                | CAN                                                              |
| 15 février 1991  | Dakar Sénégal            | Algérie - Cameroun | 0-0                | Amical                                                           |
| 28 novembre 1995 | Libreville Gabon         | Cameroun - Algérie | 0-4                | Amical                                                           |
| 15 février 1998  | Ouagadougou Burkina Faso | Cameroun - Algérie | 2-1                | CAN                                                              |
| 6 février 2000   | Kumasi Ghana             | Cameroun - Algérie | 2-1                | CAN                                                              |
| 26 janvier 2004  | Sousse Tunisie           | Algérie - Cameroun | 1-1                | CAN                                                              |
| 9 octobre 2016   | Blida Algérie            | Algérie - Cameroun | 1-1                | Éliminatoires de la Coupe du monde 2018 : zone Afrique (3e tour) |
| 7 octobre 2017   | Yaoundé Cameroun         | Cameroun - Algérie | 2-0                | Éliminatoires de la Coupe du monde 2018 : zone Afrique (3e tour) |
| 25 mars 2022     | douala Cameroun          | Cameroun - Algérie | 0-1                | Éliminatoires de la Coupe du monde 2022 : zone Afrique           |
| 29 Mars 2022     | Blida Algérie            | Algérie - Cameroun | 2-1                | Éliminatoires de la Coupe du monde 2022 : zone Afrique           |

#### Bilan
- Total de matchs disputés : 11
- Victoires de l'équipe du Cameroun : 5
- Victoires de l'équipe d'Algérie : 2
- Matchs nuls : 4

### Allemagne
| Date             | Lieu            | Match                | Score | Compétition                              |
| 11 juin 2002     | Fukuroi         | Allemagne - Cameroun | 2-0   | Coupe du monde 2002 (Groupe E)           |
| 17 novembre 2004 | Leipzig         | Allemagne - Cameroun | 3-0   | Match amical                             |
| 1er juin 2014    | Mönchengladbach | Allemagne - Cameroun | 2-2   | Match amical                             |
| 25 juin 2017     | Sotchi          | Allemagne - Cameroun | 3-1   | Coupe des confédérations 2017 (Groupe B) |

#### Bilan
- Total de matchs disputés : 4
- Victoires de l'équipe d'Allemagne : 3
- Matchs nuls : 1
- Victoires de l'équipe du Cameroun : 0

### Angleterre
| Date             | Lieu    | Match                 | Score    | Compétition                           |
| 1er juillet 1990 | Naples  | Cameroun - Angleterre | 2-3 (ap) | Coupe du monde 1990 (Quart de finale) |
| 6 février 1991   | Londres | Angleterre - Cameroun | 2-0      | Match amical                          |
| 15 novembre 1997 | Londres | Angleterre - Cameroun | 2-0      | Match amical                          |
| 26 mai 2002      | Kobe    | Angleterre - Cameroun | 2-2      | Match amical                          |

Bilan
- Total de matchs disputés : 4
- Victoires de l'équipe d'Angleterre : 3
- Matchs nuls : 1
- Victoires de l'équipe du Cameroun : 0

### Angola
| Date            | Lieu                            | Match             | Score | Compétition                                |
| 21 août 1981    | Luanda Angola                   | Angola - Cameroun | 0-0   | Match amical                               |
| 30 avril 1987   | Brazzaville République du Congo | Cameroun - Angola | 2-0   | Match amical                               |
| 8 janvier 1989  | Yaoundé Cameroun                | Cameroun - Angola | 1-1   | Qualifications pour la Coupe du monde 1990 |
| 25 juin 1989    | Luanda Angola                   | Angola - Cameroun | 1-2   | Qualifications pour la Coupe du monde 1990 |
| 24 janvier 1996 | Durban Afrique du Sud           | Angola - Cameroun | 3-3   | Coupe d'Afrique 1996                       |
| 12 janvier 1997 | Yaoundé Cameroun                | Cameroun - Angola | 0-0   | Qualifications pour la Coupe du monde 1998 |
| 8 juin 1997     | Luanda Angola                   | Angola - Cameroun | 1-1   | Qualifications pour la Coupe du monde 1998 |
| 28 janvier 1998 | Garoua Cameroun                 | Cameroun - Angola | 1-0   | Match amical                               |
| 9 juillet 2000  | Yaoundé Cameroun                | Cameroun - Angola | 3-0   | Qualifications pour la Coupe du monde 2002 |
| 6 mai 2001      | Luanda Angola                   | Angola - Cameroun | 2-0   | Qualifications pour la Coupe du monde 2002 |
| 21 janvier 2006 | Le Caire Égypte                 | Cameroun - Angola | 3-1   | Coupe d'Afrique 2006                       |
| 14 octobre 2009 | Olhão Portugal                  | Cameroun - Angola | 0-0   | Match amical                               |
| 10 Juin 2024    | Luanda Angola                   | Angola - Cameroun |       | Qualifications pour la Coupe du monde 2026 |
| 13 Octobre 2025 | Garoua Cameroun                 | Cameroun - Angola |       | Qualifications pour la Coupe du monde 2026 |

Bilan
- Total de matchs disputés : 12
- Victoires de l'équipe d'Angola : 1
- Victoires de l'équipe du Cameroun : 5
- Match nul : 6

### Arabie saoudite
| Date              | Lieu    | Match                      | Score | Compétition                    |
| 15 septembre 1985 |         | Cameroun - Arabie saoudite | 4-1   | Coupe Afro-Asiatique 1985      |
| 4 octobre 1985    |         | Arabie saoudite - Cameroun | 2-1   | Coupe Afro-Asiatique 1985      |
| 4 octobre 1992    |         | Arabie saoudite - Cameroun | 2-1   | Match amical                   |
| 6 juin 2002       | Saitama | Cameroun - Arabie saoudite | 1-0   | Coupe du monde 2002 (1er tour) |

### Argentine
| Date         | Lieu   | Match                | Score | Compétition                    |
| 9 juin 1990  | Milan  | Argentine - Cameroun | 0-1   | Coupe du monde 1990 (1er tour) |
| 27 mars 2002 | Genève | Argentine - Cameroun | 2-2   | Match amical                   |

## B

### Bénin et Dahomey

#### Confrontations
Confrontations entre le Cameroun et le Dahomey puis le Bénin :
|   | Date            | Lieu     | Match              | Score | Compétition                                                         |
| - | --------------- | -------- | ------------------ | ----- | ------------------------------------------------------------------- |
| 1 | 31 janvier 1964 | Douala   | Cameroun - Dahomey | 2-4   | Match amical                                                        |
| 2 | 30 août 1992    | Yaoundé  | Cameroun - Bénin   | 4-0   | Qualifications à la Coupe d'Afrique des nations 1994 (gr. 1)        |
| 3 | 11 juillet 1993 | Cotonou  | Bénin - Cameroun   | 0-3   | Qualifications à la Coupe d'Afrique des nations 1994 (gr. 1)        |
| 4 | 25 janvier 2001 | Cotonou  | Bénin - Cameroun   | 1-3   | Match amical                                                        |
| 5 | 6 juin 2004     | Yaoundé  | Cameroun - Bénin   | 2-1   | Phase qualificative de la Coupe du monde 2006 (zone Afrique, gr. 3) |
| 6 | 4 juin 2005     | Cotonou  | Bénin - Cameroun   | 1-4   | Phase qualificative de la Coupe du monde 2006 (zone Afrique, gr. 3) |
| 7 | 2 juillet 2019  | Ismaïlia | Bénin - Cameroun   | 0-0   | Coupe d'Afrique des nations 2019 (gr. F)                            |

#### Bilan
Au 4 juillet 2019 :
- Total de matchs disputés : 7
- Victoires du Cameroun : 5
- Matchs nuls : 1
- Victoires du Bénin : 1
- Total de buts marqués par le Cameroun : 16
- Total de buts marqués par le Bénin : 7

### Bolivie
| Date        | Lieu    | Match              | Score | Compétition  |
| 11 mai 1994 | Athènes | Cameroun - Bolivie | 1-1   | Match amical |

### Brésil
| Date             | Lieu          | Match             | Score | Compétition                              |
| 24 juin 1994     | Palo Alto     | Brésil - Cameroun | 3-0   | Coupe du monde 1994 (Groupe B)           |
| 13 novembre 1996 | Curitiba      | Brésil - Cameroun | 2-0   | Match amical                             |
| 31 mai 2001      | Kashima       | Brésil-Cameroun   | 2-0   | Coupe des confédérations 2001 (Groupe B) |
| 19 juin 2003     | Saint-Denis   | Brésil - Cameroun | 0-1   | Coupe des confédérations 2003 (Groupe B) |
| 23 juin 2014     | Brasilia      | Cameroun - Brésil | 1-4   | Coupe du monde 2014 (Groupe A)           |
| 20 novembre 2018 | Milton Keynes | Brésil - Cameroun | 1-0   | Match amical                             |
| 2 décembre 2022  | Lusail        | Cameroun - Brésil | 1-0   | Coupe du monde 2022 (Groupe G)           |

Bilan
Au 2 décembre 2022 :
- Total de matchs disputés : 7
- Victoire de l'équipe du Brésil : 5
- Victoire de l'équipe du Cameroun : 2
- Match nul : 0

### Bulgarie
| Date          | Lieu            | Match               | Score | Compétition  |
| 28 avril 2004 | Sofia, Bulgarie | Bulgarie - Cameroun | 3-0   | Match amical |

### Burkina-Faso
Les confrontations Officielle 
| 07/02/1998 | Ouagadougou | Burkina Faso vs Cameroun | 0-1       | CAN 1998                 |
| 14/01/2017 | Liberville  | Cameroun vs Burkina Faso | 1-1       | CAN 2017                 |
| ---------- | ----------- | ------------------------ | --------- | ------------------------ |
| 9/01/2022  | Yaoundé     | Cameroun vs Burkina Faso | 2-1       | CAN 2022                 |
| 05/02/2022 | Yaoundé     | Burkina Faso vs Cameroun | 3-3 (3-5) | CAN 2022 (Petite Finale) |

### Canada
| Date        | Lieu    | Match             | Score | Compétition                              |
| 4 juin 2001 | Niigata | Cameroun - Canada | 2-0   | Coupe des confédérations 2001 (Groupe B) |

Bilan partiel
- Total de matchs disputés : 1
- Victoire de l'équipe du Cameroun : 1
- Victoire de l'équipe du Canada : 0
- Match nul : 0

### Cap-Vert
| 31.05.08 | [[Yaoundé\|Yaoundé]] | Cameroun - Cap-Vert | 2-0 | FIFA 2010 Qualification             |
| -------- | -------------------- | ------------------- | --- | ----------------------------------- |
| 06.09.08 | Praia                | Cap-Vert - Cameroun | 1-2 | FIFA 2010 Qualification             |
| 08.09.12 | Praia                | Cap-Vert - Cameroun | 2-0 | Africa Cup of Nations Qualification |
| 14.10.12 | Douala               | Cameroun - Cap-Vert | 2-1 | Africa Cup of Nations Qualification |
| 13.11.19 | Limbé                | Cameroun - Cap-Vert | 0-0 | Africa Cup of Nations Qualification |
| 26.03.21 | Praia                | Cap-Vert - Cameroun | 3-1 | Africa Cup of Nations Qualification |
| 17.01.22 | Yaoundé              | Cameroun - Cap-Vert | 1-1 | CAN 2022 (Groupe A)                 |
| 3.06.24  | Yaoundé              | Cameroun - Cap-Vert |     | FIFA 2026 Qualification             |
| 8.09.25  | Praia                | Cap-Vert - Cameroun |     | FIFA 2026 Qualification             |

### Chili
| Date         | Lieu                   | Match            | Score | Compétition                         |
| 23 juin 1998 | Nantes                 | Chili - Cameroun | 1-1   | Coupe du monde (1er tour)           |
| 18 juin 2017 | Otkrytie Arena, Moscou | Cameroun - Chili | 0-2   | Coupe des Confédérations (1er tour) |

### Colombie
| Date         | Lieu   | Match               | Score  | Compétition                                 |
| 23 juin 1990 | Naples | Cameroun - Colombie | 2-1 ap | Coupe du monde 1990 (1/8 finale)            |
| 28 juin 2003 | Lyon   | Cameroun - Colombie | 1-0    | Coupe des confédérations 2003 (Demi-finale) |

Bilan
- Total de matchs disputés : 2
- Victoire de l'équipe du Cameroun : 2
- Victoire de l'équipe de Colombie : 0
- Match nul : 0

### Comores

#### Confrontations
Confrontations entre le Cameroun et les Comores :
|   | Date             | Lieu        | Match              | Score | Compétition                                                  |
| - | ---------------- | ----------- | ------------------ | ----- | ------------------------------------------------------------ |
| 1 | 8 septembre 2018 | Mitsamiouli | Comores - Cameroun | 1-1   | Qualifications à la Coupe d'Afrique des nations 2019 (gr. B) |
| 2 | 23 mars 2019     | Yaoundé     | Cameroun - Comores | 3-0   | Qualifications à la Coupe d'Afrique des nations 2019 (gr. B) |
| 3 | 24 Janvier 2022  | Yaoundé     | Cameroun - Comores | 2-1   | CAN 2022                                                     |

#### Bilan
- Total de matchs disputés : 3
- Victoires du Cameroun : 2
- Matchs nuls : 1
- Victoires des Comores : 0
- Total de buts marqués par le Cameroun : 6
- Total de buts marqués par les Comores : 2

### Côte d'Ivoire
| Date              | Lieu         | Match                    | Score                   | Compétition                           |
| 6 février 1970    | Khartoum     | Cameroun - Côte d'Ivoire | 3 - 2                   | phase de la CAN                       |
| 10 mars 1984      | Abidjan,     | Cameroun - Côte d'Ivoire | 2 - 0                   | phase de la CAN                       |
| 17 mars 1986      | Le Caire,    | Cameroun - Côte d'Ivoire | 1 - 0                   | phase de la CAN                       |
| 17 février 1991   | Dakar,       | Cameroun - Côte d'Ivoire | 2 - 3                   | Match amical                          |
| 23 janvier 1992   | Dakar,       | Cameroun - Côte d'Ivoire | 0 - 0 (a.p.) (1-3 TAB)  | phase de la CAN                       |
| 30 novembre 1995  | Libreville,  | Côte d'Ivoire - Cameroun | 2 - 1                   | tournoi amical                        |
| 28 janvier 2000   | Accra,       | Cameroun - Côte d'Ivoire | 3 - 0                   | phase de la CAN                       |
| 25 janvier 2002   | Sikasso,     | Cameroun - Côte d'Ivoire | 1 - 0                   | phase de la CAN                       |
| 11 février 2003   | Châteauroux, | Cameroun - Côte d'Ivoire | 0 - 3                   | match amical                          |
| 4 juillet 2004    | Yaounde,     | Cameroun - Côte d'Ivoire | 2 - 0                   | qualifications pour la coupe du monde |
| 4 septembre 2005  | Abidjan,     | Côte d'Ivoire - Cameroun | 2 - 3                   | qualifications pour la coupe du monde |
| 4 février 2006    | Le Caire,    | Cameroun - Côte d'Ivoire | 1 - 1(a.p.) (11-12 TAB) | phase de la CAN                       |
| 10 septembre 2014 | Yaounde,     | Cameroun - Côte d'Ivoire | 4 - 1                   | qualifications pour la CAN            |
| 19 novembre 2014  | Abidjan,     | Cote d'Ivoire - Cameroun | 0 - 0                   | qualifications pour la CAN            |
| 25 janvier 2015   | Malabo       | Cameroun - Côte d'Ivoire | 0 - 1                   | CAN                                   |
| 6 septembre 2021  | Abidjan      | Côte d'Ivoire - Cameroun | 2 - 1                   | Qualifications Coupe du monde 2022    |
| 16 novembre 2021  | Yaoundé      | Cameroun - Côte d'Ivoire | 1 - 0                   | Qualifications Coupe du monde 2022    |

Bilan
- Total de matchs disputés : 17
- Victoire de l'équipe du Cameroun : 9
- Victoire de l'équipe de Côte d'Ivoire : 7
- Match nul : 1

### Croatie
| Date         | Lieu   | Match              | Score | Compétition                    |
| 18 juin 2014 | Manaus | Cameroun - Croatie | 0-4   | Coupe du monde 2014 (Groupe A) |

- Bilan : 1
- Victoire pour le Cameroun : 0
- Victoire pour le Croatie : 1
- Match Nul: 0

### Cuba
| Date            | Lieu                 | Match           | Score         | Compétition  |
| 22 octobre 1997 | Port-au-Prince Haïti | Cuba - Cameroun | 1-1 (4-1 tab) | Match amical |

Bilan
- Total de matchs disputés : 1
- Victoires de l'équipe de Cuba : 0
- Victoires de l'équipe du Cameroun : 0
- Match nul : 1

## D

### Danemark
| Date         | Lieu     | Match               | Score | Compétition                    |
| 19 juin 2010 | Pretoria | Cameroun - Danemark | 1-2   | Coupe du monde 2010 (Groupe E) |

Bilan partiel
- Total de matchs disputés : 1
- Victoire de l'équipe du Cameroun : 0
- Victoire de l'équipe du Danemark : 1
- Match nul : 0

## E

### Égypte
| Date             | Lieu          | Match             | Score         | Compétition                                           |
| 23 février 1983  | Yaoundé       | Cameroun - Égypte | 2-0           | Match amical                                          |
| 26 février 1983  | Yaoundé       | Cameroun - Égypte | 1-1           | Match amical                                          |
| 29 mai 1983      | Le Caire      | Égypte - Cameroun | 4-0           | Match amical                                          |
| 4 mars 1984      | Abidjan       | Égypte - Cameroun | 1-0           | Coupe d'Afrique des nations (1er tour)                |
| 3 février 1985   |               | Cameroun - Égypte | 1-0           | Match amical                                          |
| 6 février 1985   |               | Cameroun - Égypte | 0-0           | Match amical                                          |
| 21 mars 1986     | Le Caire      | Égypte - Cameroun | 0-0 (5-4 tab) | Coupe d'Afrique des nations (finale)                  |
| 9 août 1987      |               | Cameroun - Égypte | 1-1 (tab 4-5) | Match amical                                          |
| 14 mars 1988     | Rabat         | Cameroun - Égypte | 1-0           | Coupe d'Afrique des nations (1er tour)                |
| 18 juillet 1992  |               | Cameroun - Égypte | 0-1           | Match amical                                          |
| 22 juillet 1992  |               | Cameroun - Égypte | 0-1           | Match amical                                          |
| 16 mars 1994     |               | Égypte - Cameroun | 0-0           | Match amical                                          |
| 18 janvier 1996  | Johannesbourg | Cameroun - Égypte | 2-1           | Coupe d'Afrique des nations (1er tour)                |
| 22 décembre 1997 |               | Égypte - Cameroun | 2-0           | Match amical                                          |
| 4 février 2002   | Sikasso       | Cameroun - Égypte | 1-0           | Coupe d'Afrique des nations (quarts de finale)        |
| 3 février 2004   | Monastir      | Cameroun - Égypte | 0-0           | Coupe d'Afrique des nations (1er tour)                |
| 3 septembre 2004 | Le Caire      | Égypte - Cameroun | 3-2           | Éliminatoires de la coupe du monde et de la CAN 2006  |
| 8 octobre 2005   | Yaoundé       | Cameroun - Égypte | 1-1           | Éliminatoires de la coupe du monde et de la CAN 2006  |
| 22 janvier 2008  |               | Égypte - Cameroun | 4-2           | Coupe d'Afrique des nations (1er tour)                |
| 10 février 2008  | Accra         | Cameroun - Égypte | 0-1           | Coupe d'Afrique des nations (finale)                  |
| 25 janvier 2010  | Benguela      | Égypte - Cameroun | 3 - 1 (ap)    | Coupe d'Afrique des nations (quarts de finale)        |
| 20 mai 2012      | Omdurman      | Égypte - Cameroun | 2-1           | Match amical                                          |
| 5 février 2017   | Libreville    | Égypte - Cameroun | 1-2           | Coupe d'Afrique des nations de football 2017 (Finale) |
| 3 février 2022   | Yaoundé       | Cameroun - Égypte | 0-0 p(1-3)    | Coupe d'Afrique des Nations 2021 (demi-finales)       |

Bilan partiel
- Total de matchs disputés : 24
- Victoire de l'équipe du Cameroun : 6
- Victoire de l'équipe d'Égypte : 10
- Match nul : 8

### États-Unis
| Date         | Lieu    | Match                 | Score | Compétition                              |
| 23 juin 2003 | Gerland | Cameroun - États-Unis | 4-0   | Coupe des confédérations 2003 (Groupe B) |

#### Bilan
- Total de matchs disputés : 1
- Victoire de l'équipe du Cameroun : 0
- Victoire de l'équipe des États-Unis : 0
- Match nul : 1

### Éthiopie
| Date            | Lieu             | Match               | Score | Compétition                 |
| 8 février 1970  | Khartoum, Soudan | Cameroun - Éthiopie | 3-2   | Premier tour de la CAN 1957 |
| 21 Janvier 2016 | Yaoundé Cameroun | Cameroun - Éthiopie | 0-0   | can 2017 Qalifiqation       |
| 13 Janvier 2022 | Yaoundé Cameroun | Cameroun - Éthiopie | 4-1   | CAN 2022                    |

## F

### France
| Date           | Lieu                                  | Match             | Score | Compétition                            |
| 4 octobre 2000 | Saint-Denis France                    | France - Cameroun | 1-1   | amical                                 |
| 29 juin 2003   | Saint-Denis France                    | France - Cameroun | 1-0   | Coupe des confédérations 2003 (finale) |
| 30 mai 2016    | Nantes - Stade de la Beaujoire France | France - Cameroun | 3-2   | amical                                 |

Bilan
- Total de matchs disputés : 3
- Victoires de l'équipe de France : 2
- Matchs nuls : 1
- Victoires de l'équipe du Cameroun : 0
- Total de buts marqués par l'équipe de France : 5
- Total de buts marqués par l'équipe du Cameroun : 3

## G

### Ghana

#### Confrontations
Confrontations entre le Cameroun et le Ghana :
|   | Date             | Lieu           | Match            | Score | Compétition                                                  |
| - | ---------------- | -------------- | ---------------- | ----- | ------------------------------------------------------------ |
| 1 | 17 juillet 1978  | Alger          | Ghana - Cameroun | 2-1   | Jeux africains de 1978 (gr. 2)                               |
| 2 | 9 mars 1982      | Tripoli        | Cameroun - Ghana | 0-0   | Coupe d'Afrique des nations 1982 (gr. A)                     |
| 3 | 5 mai 1982       | Yaoundé        | Cameroun - Ghana | 0-0   | Match amical                                                 |
| 4 | 30 novembre 1994 | Port Elizabeth | Ghana - Cameroun | 1-0   | Match amical                                                 |
| 5 | 4 octobre 1998   | Douala         | Cameroun - Ghana | 1-3   | Qualifications à la Coupe d'Afrique des nations 2000 (gr. 1) |
| 6 | 22 janvier 2000  | Accra          | Ghana - Cameroun | 1-1   | Coupe d'Afrique des nations 2000 (gr. A)                     |
| 7 | 7 février 2008   | Accra          | Ghana - Cameroun | 0-1   | Coupe d'Afrique des nations 2008 (demi-finale)               |
| 8 | 2 février 2017   | Franceville    | Cameroun - Ghana | 2-0   | Coupe d'Afrique des nations 2017 (demi-finale)               |
| 9 | 29 juin 2019     | Ismaïlia       | Cameroun - Ghana | 0-0   | Coupe d'Afrique des nations 2019 (gr. F)                     |

#### Bilan
Au 30 juin 2019 :
- Total de matchs disputés : 9
- Victoires du Cameroun : 2
- Matchs nuls : 4
- Victoires du Ghana : 3
- Total de buts marqués par le Cameroun : 8
- Total de buts marqués par le Ghana : 8

### Gambie
| 6 Septembre 2015 | Banjul       | Gambie - Cameroun | 0-1 | QUALIFICATIONS CAN 2015       |
| ---------------- | ------------ | ----------------- | --- | ----------------------------- |
| 3 Septembre 2016 | Yaoundé      | Cameroun - Gambie | 2-0 | QUALIFICATIONS CAN 2015       |
| 29 Janvier 2022  | Douala       | Gambie - Cameroun | 0-2 | CAN 2022 ( Quarts de finale ) |
| 23 Janvier 2024  | Yamoussoukro | Gambie - Cameroun | 2-3 | CAN 2024 ( Groupe C )         |

### Guinée
| Date            | Lieu         | Match              | Score | Compétition                                |
| --------------- | ------------ | ------------------ | ----- | ------------------------------------------ |
| 24 janvier 2015 | Malabo       | Cameroun vs Guinée | 1-1   | CAN 2015 (Groupe D )                       |
| 6 Février 2021  | Douala       | Guinée - Cameroun  | 2-0   | CHAN 2021 (Match pour la troisième place ) |
| 15 Janvier 2024 | Yamoussoukro | Cameroun vs Guinée | 1-1   | CAN 2024 (Groupe C )                       |

### Guinée-Bissau
| Date            | Lieu       | Match                    | Score | Compétition                              |
| 29 février 2012 | Bissau     | Guinée-Bissau - Cameroun | 0-1   | Qualifications CAN 2013                  |
| 16 juin 2012    | Yaoundé    | Cameroun - Guinée-Bissau | 1-0   | Qualifications CAN 2013                  |
| 18 janvier 2017 | Libreville | Cameroun - Guinée-Bissau | 2-1   | CAN 2017                                 |
| 25 juin 2019    | Ismaïlia   | Cameroun - Guinée-Bissau | 2-0   | Coupe d'Afrique des nations 2019 (gr. F) |

#### Bilan
- Total de matchs disputés : 4
- Victoires de l'équipe du Cameroun : 4
- Victoires de l'équipe de Guinée-Bissau : 0
- Match nul : 0

## I

### Italie
L'équipe nationale italienne et l'équipe nationale camerounaise ne se sont rencontrées que très peu de fois.
- La toute première confrontation remonte à Coupe du monde 1982 jouée en Espagne et qui verra l'Italie devenir pour la troisième fois de son histoire championne du monde. Le 23 juin, européens et africains jouent leur billet pour le second tour de la compétition. L'équipe gagnante aura le privilège d'y participer. À la 60e minute de la rencontre, le milieu de terrain de la Fiorentina Francesco Graziani ouvre le score avant que Grégoire M'Bida n'égalise une minute après.

L'Italie se qualifiera à la différence de but.
- La seconde rencontre, toujours dans le cadre d'une compétition internationale, a lieu seize ans après lors de la Coupe du monde 1998 en France. Le 17 juin au stade de la Mosson de Montpellier, camerounais et italiens trois jours après leur match nul respectif face à l'Autriche et au Chili pour le compte du groupe B se sépareront finalement sur une victoire italienne 3 buts à 0. Buts signés Luigi Di Biagio à la 7e minute puis Christian Vieri aux 75e et 89e minutes dans la souffrance malgré l'expulsion de Raymond Kalla en première mi-temps.

L'Italie se qualifie pour les huitième de finale, le Cameroun dernier du groupe est éliminé.
- Douze ans après et à la suite d'un quatrième titre de champion du monde conquis en Allemagne, l'Italie accueille le 3 mars 2010 à Monaco un Cameroun mené par Paul Le Guen et auteur d'une triste Coupe d'Afrique des nations 2010. Match amical visant à établir et clarifier les deux formations qui s'envoleront en Afrique du Sud en juin. Samuel Eto'o et Fabio Cannavaro emmènent leurs troupes vers un 0-0 décevant mais sans trop de déchets. Meilleures occasions pour Antonio Di Natale et Giorgio Chiellini.

| Date         | Lieu        | Match             | Score | Compétition                    |
| 23 juin 1982 | Vigo        | Cameroun - Italie | 1-1   | Coupe du monde 1982 (Groupe A) |
| 17 juin 1998 | Montpellier | Italie - Cameroun | 3-0   | Coupe du monde 1998 (Groupe B) |
| 3 mars 2010  | Monaco      | Italie - Cameroun | 0-0   | Match amical                   |

Bilan partiel
- Total de matchs disputés : 3
- Victoires de l'équipe d'Italie : 1
- Victoires de l'équipe du Cameroun : 0
- Matchs nuls : 2

## J

### Japon
Confrontations entre le Cameroun et le Japon :
| Date             | Lieu         | Match            | Score | Compétition                                         |
| 2 juin 2001      | Niigata      | Cameroun - Japon | 0-2   | Coupe des confédérations 2001 - 1er tour (Groupe B) |
| 19 novembre 2003 | Ōita         | Japon - Cameroun | 0-0   | Match amical                                        |
| 22 août 2007     | Ōita         | Japon - Cameroun | 2-0   | Match amical                                        |
| 14 juin 2010     | Bloemfontein | Japon - Cameroun | 1-0   | Coupe du monde 2010 - 1er tour (Groupe E)           |

Bilan
Total de matchs disputés : 4
- Victoires de l'équipe du Japon : 3
- Match nul : 1
- Victoire de l'équipe du Cameroun : 0

### Kenya
| Date         | Lieu    | Match          | Score | Compétition |
| ------------ | ------- | -------------- | ----- | ----------- |
| 20 Mars 2023 | Nairobi | Kenya-Cameroun |       |             |

A partir de Mars 2023

## M

### Maroc
| Date             | Lieu                  | Match            | Score         | Compétition                                                            |
| 15 novembre 1981 | Kénitra Maroc         | Maroc - Cameroun | 0-2           | Tours préliminaires à la Coupe du monde de football 1982               |
| 29 novembre 1981 | Yaoundé Cameroun      | Cameroun - Maroc | 2-1           | Tours préliminaires à la Coupe du monde de football 1982               |
| 10 mars 1986     | Yaoundé Cameroun      | Maroc - Cameroun | 1-4           | Coupe d'Afrique des nations de football 1986                           |
| 23 mars 1988     | Casablanca Maroc      | Maroc - Cameroun | 0-3           | Coupe d'Afrique des nations de football 1988                           |
| 12 janvier 1992  | Dakar Sénégal         | Maroc - Cameroun | 0-4           | Coupe d'Afrique des nations de football 1992                           |
| 7 novembre 1994  | Casablanca Maroc      | Maroc - Cameroun | 1-2           | Match amical                                                           |
| 7 juillet 1994   | Casablanca Maroc      | Maroc - Cameroun | 1-1           | Les jeux francophone de football 1994                                  |
| 15 novembre 2005 | Clairefontaine France | Maroc - Cameroun | 0-0           | Match amical                                                           |
| 7 juin 2009      | Yaoundé Cameroun      | Cameroun - Maroc | 0-0           | Tour préliminaire de la coupe du monde de football 2010 : Zone Afrique |
| 14 novembre 2009 | Fès Maroc             | Maroc - Cameroun | 0-2           | Tour préliminaire de la coupe du monde de football 2010 : Zone Afrique |
| 13 novembre 2011 | Marrakech Maroc       | Maroc - Cameroun | 1-1 (2-4 tab) | Match amical                                                           |

Bilan
- Total de matchs disputés : 10
- Victoires de l'équipe du Cameroun : 7
- Victoires de l'équipe du Maroc : 1
- Matchs nuls : 2

### Maurice
| Date             | Lieu                      | Match              | Score | Compétition                                     |
| 8 juin 2008      | Curepipe, Maurice         | Maurice - Cameroun | 0-3   | Qualifications Coupe du monde 2010              |
| 11 octobre 2008  | Yaoundé, Cameroun         | Cameroun - Maurice | 5-0   | Qualifications Coupe du monde 2010              |
| 4 septembre 2010 | Belle Vue Maurel, Maurice | Maurice - Cameroun | 1-3   | Qualifications Coupe d'Afrique des nations 2012 |
| 3 septembre 2011 | Yaoundé, Cameroun         | Cameroun - Maurice | 5-0   | Qualifications Coupe d'Afrique des nations 2012 |

### Mexique
Confrontations entre le Mexique et le Cameroun :
| Date              | Lieu  | Match              | Score | Compétition                    |
| 22 septembre 1993 |       | Mexique - Cameroun | 1-0   | Match amical                   |
| 13 juin 2014      | Natal | Mexique - Cameroun | 1-0   | Coupe du monde 2014 (Groupe A) |

## N

### Nigeria

#### Confrontations
Confrontations entre le Nigeria et le Cameroun :
|    | Date               | Lieu       | Match              | Score           | Compétition                                                           |
| -- | ------------------ | ---------- | ------------------ | --------------- | --------------------------------------------------------------------- |
| 1  | 7 décembre 1968    | Lagos      | Nigeria - Cameroun | 1-1             | Tours préliminaires à la Coupe du monde 1970 (zone Afrique, 1er tour) |
| 2  | 22 décembre 1968   | Douala     | Cameroun - Nigeria | 2-3             | Tours préliminaires à la Coupe du monde 1970 (zone Afrique, 1er tour) |
| 3  | 14 juillet 1978    | Alger      | Nigeria - Cameroun | 0-0             | Jeux africains de 1978 (gr. 2)                                        |
| 4  | 2 février 1980     | Ibadan     | Nigeria - Cameroun | 0-0             | Match amical                                                          |
| 5  | 18 mars 1984       | Abidjan    | Cameroun - Nigeria | 3-1             | Coupe d'Afrique des nations 1984 (finale)                             |
| 6  | 17 mars 1988       | Rabat      | Cameroun - Nigeria | 1-1             | Coupe d'Afrique des nations 1988 (gr. B)                              |
| 7  | 27 mars 1988       | Casablanca | Cameroun - Nigeria | 1-0             | Coupe d'Afrique des nations 1988 (finale)                             |
| 8  | 10 juin 1989       | Enugu      | Nigeria - Cameroun | 2-0             | Tours préliminaires à la Coupe du monde 1990 (zone Afrique, gr. C)    |
| 9  | 27 août 1989       | Yaoundé    | Cameroun - Nigeria | 1-0             | Tours préliminaires à la Coupe du monde 1990 (zone Afrique, gr. C)    |
| 10 | 25 janvier 1992    | Dakar      | Nigeria - Cameroun | 2-1             | Coupe d'Afrique des nations 1992 (match pour la 3e place)             |
| 11 | 7 août 1997        | Radès      | Nigeria - Cameroun | 1-0             | Match amical                                                          |
| 12 | 13 février 2000    | Lagos      | Nigeria - Cameroun | 2-2 (tab : 3-4) | Coupe d'Afrique des nations 2000 (finale)                             |
| 13 | 8 février 2004     | Monastir   | Cameroun - Nigeria | 1-2             | Coupe d'Afrique des nations 2004 (1/4 de finale)                      |
| 14 | 11 octobre 2015    | Bruxelles  | Nigeria - Cameroun | 3-0             | Match amical                                                          |
| 15 | 1er septembre 2017 | Uyo        | Nigeria - Cameroun | 4-0             | Éliminatoires de la Coupe du monde 2018 (zone Afrique, gr. B)         |
| 16 | 4 septembre 2017   | Yaoundé    | Cameroun - Nigeria | 1-1             | Éliminatoires de la Coupe du monde 2018 (zone Afrique, gr. B)         |
| 17 | 6 juillet 2019     | Alexandrie | Nigeria - Cameroun | 3-2             | Coupe d'Afrique des nations 2019 (1/8 de finale)                      |
| 18 | 27 Janvier 2024    | Abidjan    | Nigeria - Cameroun | 2-0             | CAN 2024 (Round 16)                                                   |

#### Bilan
- Total de matchs disputés : 18
- Victoires du Nigeria :9
- Matchs nuls : 5
- Victoires du Cameroun : 4
- Total de buts marqués par le Nigeria : 28
- Total de buts marqués par le Cameroun : 16

## P

### Pays-Bas
| Date         | Lieu                  | Match               | Score | Compétition                    |
| 27 mai 1998  | Arnhem Pays-Bas       | Pays-Bas - Cameroun | 0-0   | Match amical                   |
| 27 mai 2006  | Rotterdam Pays-Bas    | Pays-Bas - Cameroun | 1-0   | Match amical                   |
| 24 juin 2010 | Le Cap Afrique du Sud | Cameroun - Pays-Bas | 1-2   | Coupe du monde 2010 (Groupe E) |

Bilan
- Total de matchs disputés : 3
- Victoires de l'équipe du Cameroun : 0
- Victoires de l'équipe des Pays-Bas : 2
- Match nul : 1

### Pologne
| Date             | Lieu       | Match              | Score | Compétition         |
| 19 juin 1982     | La Corogne | Pologne - Cameroun | 0-0   | Coupe du monde 1982 |
| 14 novembre 2001 | Poznań     | Pologne - Cameroun | 0-0   | Match amical        |
| 10 août 2010     | Varsovie   | Pologne - Cameroun | 0-3   | Match amical        |

Bilan
- Total de matchs disputés : 3
- Victoires de l'équipe de Pologne : 0
- Victoires de l'équipe du Cameroun : 1
- Matchs nuls : 2

### Portugal
Le Cameroun et le Portugal se sont affrontés deux fois, au cours de matchs amicaux remportés les deux fois par les portugais..
| Date          | Lieu    | Match               | Score | Compétition  |
| 1er juin 2010 | Covilhã | Portugal - Cameroun | 3-1   | Match amical |
| 5 mars 2014   | Leiria  | Portugal - Cameroun | 5-1   | Match amical |

Bilan
- Total de matchs disputés : 2
- Victoires de l'équipe du Portugal : 2
- Victoires de l'équipe du Cameroun : 0
- Match nul : 0

## R

### République centrafricaine

#### Confrontations
Confrontations entre la République centrafricaine et le Cameroun :
|    | Date             | Lieu        | Match                                | Score | Compétition                                |
| -- | ---------------- | ----------- | ------------------------------------ | ----- | ------------------------------------------ |
| 1  | 12 juillet 1976  | Libreville  | République centrafricaine - Cameroun | 0-3   | Jeux d'Afrique centrale 1976 (demi-finale) |
| 2  | 17 décembre 1984 | Brazzaville | Cameroun - République centrafricaine | 7-1   | Coupe de l'UDEAC 1984 (demi-finale)        |
| 3  | 4 décembre 1989  | Bangui      | République centrafricaine - Cameroun | 1-2   | Coupe de l'UDEAC 1989 (es) (gr. B)         |
| 4  | 13 décembre 1989 | Bangui      | République centrafricaine - Cameroun | 1-2   | Coupe de l'UDEAC 1989 (es) (demi-finale)   |
| 5  | 13 décembre 1990 | Brazzaville | Cameroun - République centrafricaine | 3-0   | Coupe de l'UDEAC 1990 (es) (gr. B)         |
| 6  | 7 décembre 2003  | Brazzaville | Cameroun - République centrafricaine | 2-2   | Coupe de la CEMAC 2003 (gr. B)             |
| 7  | 9 décembre 2003  | Brazzaville | Cameroun - République centrafricaine | 0-1   | Coupe de la CEMAC 2003 (gr. B)             |
| 8  | 13 décembre 2003 | Brazzaville | Cameroun - République centrafricaine | 3-2   | Coupe de la CEMAC 2003 (finale)            |
| 9  | 6 mars 2006      | Malabo      | Cameroun - République centrafricaine | 2-0   | Coupe de la CEMAC 2006 (gr. B)             |
| 10 | 8 mars 2007      | N'Djaména   | Cameroun - République centrafricaine | 0-0   | Coupe de la CEMAC 2007 (gr. A)             |
| 11 | 20 juin 2008     | Yaoundé     | Cameroun - République centrafricaine | 1-0   | Coupe de la CEMAC 2008 (demi-finale)       |

#### Bilan
Au 19 avril 2019 :
- Total de matchs disputés : 11
- Victoires de la République centrafricaine : 1
- Matchs nuls : 2
- Victoires du Cameroun : 8
- Total de buts marqués par la République centrafricaine : 8
- Total de buts marqués par le Cameroun : 25

### Russie
| Date         | Lieu                     | Match             | Score | Compétition                            |
| 28 juin 1994 | San Francisco États-Unis | Cameroun - Russie | 1-6   | Coupe du monde 1994 (phase de groupes) |
| 8 juin 2011  | Salzbourg Autriche       | Russie - Cameroun | 0-0   | Match amical                           |

Bilan
- Total de matchs disputés : 2
- Victoires de l'équipe de Russie : 1
- Matchs nuls : 1

## S

### Serbie
Confrontation Officielle 
| Date             | Lieu      | Match             | Score | Compétition                     |
| ---------------- | --------- | ----------------- | ----- | ------------------------------- |
| 28 Novembre 2022 | Al Wakrah | Cameroun - Serbie | 3-3   | Coupe du monde de football 2022 |

### Sierra Leone

#### Confrontations
Confrontations entre la Sierra Leone et le Cameroun :
|   | Date               | Lieu     | Match                   | Score | Compétition                                                  |
| - | ------------------ | -------- | ----------------------- | ----- | ------------------------------------------------------------ |
| 1 | 1er septembre 1990 | Freetown | Sierra Leone - Cameroun | 1-1   | Qualifications à la Coupe d'Afrique des nations 1992 (gr. 1) |
| 2 | 14 juillet 1991    | Yaoundé  | Cameroun - Sierra Leone | 1-0   | Qualifications à la Coupe d'Afrique des nations 1992 (gr. 1) |
| 3 | 11 octobre 2014    | Yaoundé  | Sierra Leone - Cameroun | 0-0   | Qualifications à la Coupe d'Afrique des nations 2015 (gr. D) |
| 4 | 15 octobre 2014    | Yaoundé  | Cameroun - Sierra Leone | 2-0   | Qualifications à la Coupe d'Afrique des nations 2015 (gr. D) |

#### Bilan
Au 22 avril 2019 :
- Total de matchs disputés : 4
- Victoires de la Sierra Leone : 0
- Matchs nuls : 2
- Victoires du Cameroun : 2
- Total de buts marqués par la Sierra Leone : 1
- Total de buts marqués par le Cameroun : 4

### Sénégal
| Date            | Lieu               | Match               | Score                   | Compétition                                                      |
| --------------- | ------------------ | ------------------- | ----------------------- | ---------------------------------------------------------------- |
| 2 Janvier 2002  | Bamako             | Sénégal - Cameroun  | 0-0                     | CAN 2002                                                         |
| 26 Mars 2011    | Dakar              | Sénégal vs Cameroun | 1-0                     | QUALIFICATIONS CAN 2012                                          |
| Yaoundé         | Cameroun - Sénégal | 0-0                 | QUALIFICATIONS CAN 2012 |                                                                  |
| 28 Janvier 2017 | Franceville        | Sénégal - Cameroun  | 0-0                     | Coupe d'Afrique des nations de football 20 17 (Quarts de finale) |
| 19 Janvier 2024 | Yamoussoukro       | Sénégal vs Cameroun | 3-5                     | CAN 2024 ( Groupe C )                                            |

#### Confrontations
Confrontations entre la Somalie et le Cameroun :
|   | Date          | Lieu    | Match              | Score | Compétition                                                            |
| - | ------------- | ------- | ------------------ | ----- | ---------------------------------------------------------------------- |
| 1 | 19 avril 2000 | Yaoundé | Cameroun - Somalie | 3-0   | Tours préliminaires à la Coupe du monde 2002 (zone Afrique - 1er tour) |
| 2 | 23 avril 2000 | Yaoundé | Cameroun - Somalie | 3-0   | Tours préliminaires à la Coupe du monde 2002 (zone Afrique - 1er tour) |

#### Bilan
Au 4 mai 2019 :
- Total de matchs disputés : 2
- Victoires de la Somalie : 0
- Matchs nuls : 0
- Victoires du Cameroun : 2
- Total de buts marqués par la Somalie : 0
- Total de buts marqués par le Cameroun : 6

### Suisse
| 24 novembre 2022 | Al Wakrah | Suisse - Cameroun | 1-0 | Coupe du monde de football 2022 (Groupe G) |
| ---------------- | --------- | ----------------- | --- | ------------------------------------------ |

### Tchad
| Date             | Lieu | Match            | Score | Compétition  |
| 12 décembre 1985 |      | Cameroun - Tchad | 2-2   | Match amical |
| 18 décembre 1985 |      | Cameroun - Tchad | 2-1   | Match amical |
| 11 décembre 1986 |      | Cameroun - Tchad | 3-1   | Match amical |
| 19 décembre 1986 |      | Cameroun - Tchad | 4-1   | Match amical |
| 18 décembre 1987 |      | Tchad - Cameroun | 0-1   | Match amical |
| 9 décembre 1989  |      | Cameroun - Tchad | 0-0   | Match amical |
| 15 décembre 1990 |      | Cameroun - Tchad | 1-0   | Match amical |

Bilan
- Total de matchs disputés : 7
- Victoires de l'équipe du Tchad : 0
- Victoires de l'équipe du Cameroun : 5
- Match nul : 2

### Tunisie
Depuis 1982, le Cameroun et la Tunisie se sont affrontés 13 fois dont 8 fois en match officiel. La seule victoire tunisienne est un match amical de 2003. La dernière confrontation a eu lieu dans le cadre des éliminatoires de la coupe du monde 2014, le Cameroun éliminant la Tunisie (aller 0-0, retour 4-1).
| Date             | Lieu     | Match              | Score    | Compétition                                               |
| 5 février 1967   | Tunis    | Tunisie - Cameroun | 4-0      | Éliminatoire Coupe d'Afrique des nations de football 1968 |
| 16 août 1967     | Yaoundé  | Cameroun - Tunisie | 2-0      | Éliminatoire Coupe d'Afrique des nations de football 1968 |
| 5 mars 1982      | Tripoli  | Cameroun - Tunisie | 1-1      | Coupe d'Afrique des nations (1er tour)                    |
| 26 février 1986  |          | Tunisie - Cameroun | 1-1      | Match amical                                              |
| 5 août 1987      |          | Tunisie - Cameroun | 1-3      | Match amical                                              |
| 8 octobre 1989   | Yaoundé  | Cameroun - Tunisie | 2-0      | Éliminatoires Coupe du monde 1990                         |
| 19 novembre 1989 | Tunis    | Tunisie - Cameroun | 0-1      | Éliminatoires Coupe du monde 1990                         |
| 25 décembre 1991 |          | Tunisie - Cameroun | 2-2      | Match amical                                              |
| 10 février 2000  | Accra    | Cameroun - Tunisie | 3-0      | Coupe d'Afrique des nations (Demi-finale)                 |
| 11 janvier 2002  |          | Tunisie - Cameroun | 0-1      | Match amical                                              |
| 30 mars 2003     |          | Tunisie - Cameroun | 1-0      | Match amical                                              |
| 4 février 2008   | Tamale   | Tunisie - Cameroun | 2-3 (ap) | Coupe d'Afrique des nations (Quart de finale)             |
| 21 janvier 2010  | Benguela | Cameroun - Tunisie | 2-2      | Coupe d'Afrique des nations (1er tour)                    |
| 13 octobre 2013  | Radès    | Tunisie - Cameroun | 0-0      | Éliminatoires de la coupe du monde 2014 (3e tour)         |
| 17 novembre 2013 | Yaoundé  | Cameroun - Tunisie | 4-1      | Éliminatoires de la coupe du monde 2014 (3e tour)         |

Bilan partiel
- Total de matchs disputés : 13
- Victoires de l'équipe du Cameroun : 8
- Victoire de l'équipe de Tunisie : 2
- Matchs nuls : 5

### Turquie
| Date         | Lieu        | Match              | Score | Compétition                              |
| 21 juin 2003 | Saint-Denis | Cameroun - Turquie | 1-0   | Coupe des confédérations 2003 (Groupe B) |

Bilan partiel
- Total de matchs disputés : 1
- Victoire de l'équipe du Cameroun : 1
- Victoire de l'équipe de Turquie : 0
- Match nul : 0

## U

### Ukraine
| Date        | Lieu | Match              | Score | Compétition  |
| 2 juin 2013 | Kiev | Ukraine - Cameroun | 0-0   | Match amical |

### Union soviétique
| Date         | Lieu        | Match           | Score | Compétition                            |
| 18 juin 1990 | Bari Italie | Cameroun - URSS | 0-4   | Coupe du monde 1990 (phase de groupes) |

Bilan
- Total de matchs disputés : 1
- Victoires de l'équipe d'Union soviétique : 1
- Victoires de l'équipe du Cameroun : 0
- Matchs nuls : 0